# Metchie Budka
Metchie Józef Edward Budka (ur. 24 marca 1917, zm. w maju 1995) – amerykański historyk polskiego pochodzenia. 

## Życiorys
W 1979 laureat Nagrody im. Haimana (The Haiman Award) przyznawanej przez Polish American Historical Association. Był związany z Fundacją Kościuszkowską. Fundacja przyznaje nagrodę jego imienia (The Metchie J. E. Budka Award). 

## Wybrane publikacje
- (przekład) Under their vine and fig tree : travels through America in 1797-1799, 1805 with some further account of life in New Jersey by Julian Ursyn Niemcewicz, transl. and ed. with an introd. and notes by Metchie J. E. Budka, forew. Harry O. H. Frelinhuysen; pref. Wiktor Weintraub, Elizabeth, New Jersey: The Grassmann Publishing Company 1965.
- (redakcja) Autograph letters of Thaddeus Kosciuszko in the American Revolution : as well as those by and about him connected with that event found in the Collections of The Polish Museum of America and published with the aid of The Legion of Young Polish Women as part of The Bicentennial Publications, ed. by Metchie J. E. Budka, Chicago: The Polish Museum of America 1977.